# 盧布尼區
盧布尼區（烏克蘭語：Лубенський район），是烏克蘭中部波尔塔瓦州的一個區，行政中心設於盧布尼，人口数量为187,538人（2021年估计）。

## 历史
2020年7月18日作为乌克兰行政区划改革的一部分，波尔塔瓦州的区份数量减至4个，盧布尼區的面积显著增加。改革前盧布尼區的面积为1,378平方公里，2020年人口数量为30,260人。

## 行政区划
盧布尼區下分为7个市镇。